# Антонин Кински
Антонин Кински е бивш чешки футболист, вратар. Дългогодишен страж на Сатурн Раменское, Кински е смятан за един от най-добрите чужденци, играли в първенството на Русия. Има 200 мача във всички турнири за Сатурн и 5 мача за националния отбор на Чехия.

## Кариера
Юноша е на Дукла (Прага). Минава още през школите на Бохемианс 1905, Моторлет и Мелник. Дебютира за първия тим на Дукла през 1995 г., когато отборът се състезава във Втора лига. През 1997 г. печели промоция в Гамбринус лигата. Дукла завършва на 13-а позиция през следващия сезон в елита. Вратарят е забелязан от отбора на Слован Либерец и се присъединява към тима през 1998 г.
В първия си сезон в Слован, Антонин става основен вратар и помага на тима да достигне финала за Купата на Чехия. През лятото на 1999 г. обаче чупи пръст и пропуска част от сезона, позволявайки на конкурента си под рамката Збинек Хаузр да е титуляр. През юли 2000 г. Кински е диагностициран с инфекциозна мононуклеоза и пропуска по-голямата част от сезон 2000/01. През сезон 2001/02 Антонин обаче се завръща и донася на Слован първа шампионска титла в историята. Тимът достига и 1/4-финал в Купата на УЕФА. Вратарят записва рекорд за най-продъжлителна серия без допуснат гол в първенството.
След шампионската титла, Кински става твърд титуляр в състава, където играе до края на 2003 г. Двете страни не успяват да се споразумеят за нов контракт и отборът Слован решава да продаде вратаря, преди той да стане свободен агент. През януари 2004 г. преминава в Сатурн Раменское. В началото на сезона чехът е резерва на Евгений Корнюхин, но скоро успява да си извоюва титулярното място. С добрите си изяви получава повиквателна в националния отбор на Чехия за Евро 2004. Чехите достигат 1/2-финал, но Кински не записва нито един мач на турнира.
През 2005 г. чехът получава предложение от бронзовия медалист в шампионата Криля Советов, но отказва. Кински продължава да пази за Сатурн, макар тимът да финишира в средата на таблицата. Вратарят получава още една оферта от Русия, този път от Локомотив (Москва). Въпреки това, Антонин остава в Сатурн. През лятото на 2006 г. е трети вратар на Чехия на Световното първенство.
През 2007 г. Сатурн финишира на 5-о място и Антонин попада под номер едно в списъка „33 най-добри футболисти в шампионата“. Интерес към Кински проявява английският Челси, но вратарят отказва да премине на Албиона. През 2008 г. достига финала на Интертото при единственото евроучастие в историята на Сатурн.
Кински пропуска началото на сезон 2010 поради контузия, но успява да се възстанови и отново да е титуляр. На 20 ноември 2010 г.
Антонин записва своя мач номер 200 за Сатурн. В края на годината клубът е ликвидиран и Антонин слага край на кариерата си.
Бившият вратар е треньор в юношеските формации на Темпо (Прага).

## Статистика
| Клубове | Клубове          | Клубове            | Шампионат | Шампионат |
| Сезон   | Клуб             | Дивизия            | Мачове    | Голове    |
| Чехия   | Чехия            | Чехия              | Шампионат | Шампионат |
| ------- | ---------------- | ------------------ | --------- | --------- |
| 1995–96 | ФК Прибрам       | Чешка Втора лига   | 30        | 0         |
| 1996–97 | Дукла (Прага)    | Чешка Втора лига   | 20        | 0         |
| 1997–98 | Дукла (Прага)    | Гамбринус лига     | 22        | 0         |
| 1998–99 | Слован Либерец   | Гамбринус лига     | 28        | 0         |
| 1999–00 | Слован Либерец   | Гамбринус лига     | 5         | 0         |
| 2000–01 | Слован Либерец   | Гамбринус лига     | 13        | 0         |
| 2001–02 | Слован Либерец   | Гамбринус лига     | 30        | 0         |
| 2002–03 | Слован Либерец   | Гамбринус лига     | 25        | 0         |
| 2003–04 | Слован Либерец   | Гамбринус лига     | 14        | 0         |
| Русия   | Русия            | Русия              | Шампионат | Шампионат |
| 2004    | Сатурн Раменское | Руска Премиер лига | 21        | 0         |
| 2005    | Сатурн Раменское | Руска Премиер лига | 29        | 0         |
| 2006    | Сатурн Раменское | Руска Премиер лига | 27        | 0         |
| 2007    | Сатурн Раменское | Руска Премиер лига | 28        | 0         |
| 2008    | Сатурн Раменское | Руска Премиер лига | 28        | 0         |
| 2009    | Сатурн Раменское | Руска Премиер лига | 29        | 0         |
| 2010    | Сатурн Раменское | Руска Премиер лига | 20        | 0         |
| Държава | Чехия            | Чехия              | 187       | 0         |
| Държава | Русия            | Русия              | 182       | 0         |
| Общо    | Общо             | Общо               | 369       | 0         |

## Успехи

### Клубни
- Шампион на Чехия – 2001/02
- Купа на Чехия – 1999/00

### Индивидуални
- В списък „33 най-добри футболисти“ – № 1 (2007); № 3 (2006)
- Играч на сезона в Сатурн – 2010